# Lycée International de Saint-Germain-en-Laye

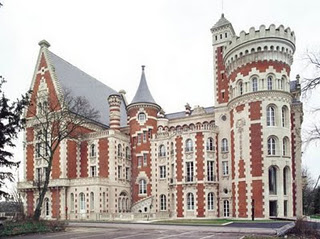
Château d'Hennemont

Il lycée international de Saint-Germain-en-Laye è una scuola secondaria pubblica vicina a Parigi, nel comune di Saint-Germain-en-Laye. Risultanota per essere una delle più prestigiose e famosa della Francia. Conosciuta in passato come École internationale de l'OTAN, è stata fondata dal generale Dwight D. Eisenhower per i figli degli ufficiali della NATO. In questa scuola, che comprende tutti i cicli tra la materna e le superiori, si ha la possibilità di scegliere una delle 14 lingue proposte come altra lingua da studiare come madrelingua: al classico orario si aggiungono 6 ore di " sezione" alle elementari e alle medie, e 8 al liceo, nelle quali si studia la lingua scelta seguendo il programma in lingua e in storia parallelamente al Paese d'origine della lingua. Gli allievi hanno così la possibilità di continuare a studiare la loro lingua madre, senza privarsi del francese e delle seconde lingue come l'inglese. 
Per accedere a questa scuola, bisogna sottoporsi a un test d'ingresso, comportate delle prove di matematica,la lingua scelta e francese. Per chi non parlasse bene quest'ultima lingua, i docenti propongono un anno in "FS", Francese Speciale, una sezione che aiuta i ragazzi e i bambini a imparare il francese, se appena arrivati da altri Paesi. Dopo un anno o due, se necessario, gli allievi di FS potranno proseguire gli studi in una classe "normale". Ecco le 14 sezioni: 
-Britannica 
-Americana
-Polacca
-Russa
-Cinese
-Giapponese
-Italiana
-Spagnola
-Portoghese
-Tedesca
-Olandese
-Svedese
-Norvegese 
-Danese